# قرصعنة إسطوانية
قرصعنة إسطوانية (الاسم العلمي:Eryngium cylindricum) هي نوع من النباتات تتبع جنس القرصعنة من الفصيلة الخيمية.